# 三澤光晴
三沢光晴（1962年6月18日—2009年6月13日）是日本的男子職業摔角選手，二代虎面人。職業摔角團體「NOAH」的社長，同時他也在2006年9月就任全球職業摔角聯盟（Global Professional Wrestling Alliance）的初代會長。
他出道於1981年，1984年以第2代虎面的身分再度出道。1990年他拿掉虎面開始用本名(擂台名用新字體「沢」，本名為舊字體「澤」)出賽，也成為繼巨人馬場、巨無霸鶴田之後，成為全日本聯盟台柱的王牌選手，在日本摔角界有「盟主」之稱。2009年6月13日於比賽中發生意外，最後送醫不治。曾說過：「摔角是我人生的全部。」最後他也將人生奉獻給了摔角。

## 生平
三澤光晴出生於北海道夕張市，家中還有一位大他二歲的兄長。出生不久後全家即搬家到岩手縣，後來又再搬到埼玉縣。唸小學時雙親離婚(父親甚至曾經拿刀子傷害母親)，之後便在埼玉縣的越谷市定居。之後於自傳表示自己開始有記憶以來就已經住在埼玉縣越谷市了，因此將埼玉縣越谷市認定為出生地也是可以的。在回憶起小時候的自己說：「覺得當時的自己只是個愛哭鬼，不管遇到什麼事都覺得只要用哭就可以解決了」。從他後來給人的形象，很難想像小時候的他是這樣。
小時候不擅於跟人相處，比較喜歡自己一個人玩，進入中學後有所改善。幼年時最快樂的事情，就是收看電視播出的動畫影集。受到當時的人氣動畫《小拳王》、《虎面人》的感化，心裡常常夢想著「我長大要當個拳擊手」、「我長大要當職業摔角選手」。在中學三年級的某一天，在電視上看到全日本職業摔角的轉播後，終於找到了自己真正想走的道路，那就是成為職業摔角選手一途。然而在填寫志願的時候，卻被老師認為是亂寫還被母親責備。後來老師建議去角力名校就讀。
中學時代進的社團是體操部，而高中時雖然進了業餘角力的名校足利工業大學附屬高等學校(現足利大學附屬高等學校)，但並不是因為想打業餘角力，而是因為想成為職業摔角選手而作的準備。高中時代曾經好幾次從學校宿舍跑出來找職業摔角團體試圖入門，甚至直接到全日本職業摔角的事務所表示想要加入。而在那時遇到了前輩巨無霸鶴田對他說：「我是在大學畢業後才進入職業摔角界的，但我從來就不覺得這樣算太慢，至少先唸完高中吧。」於是接受前輩鶴田的建議，一直到高中畢業後才進入職業摔角界。
雖然並不是很喜歡業餘角力，所以也沒有很認真練習，但是卻曾拿到全國第2名等亮眼的成積。到三年級時體育系的大學跟陸上自衛隊都好幾次表示希望找他加入，但因為以成為職業摔角選手為目標而把那些邀請全部推掉了。畢業後正式進入全日本職業摔角。在當練習生的時期雖然訓練很辛苦，但從來沒想過要放棄成為職業摔角選手這個夢想。中學時看到職業摔角比賽的轉播，決定要走職業摔角這條路後，就從來沒想過要找別的工作。曾經有摔角迷問：「對你來說職業摔角是什麼」？以「是我人生的全部」回應。
雖然全日本職業摔角與新日本職業摔角的轉播都有看，不過由於不喜歡強調人際關係的新日本，因此在畢業後進入全日本。進入全日本後先於1981年出道，1984年前往墨西哥修行後祕密回國，變身為第2代虎面，以第2代虎面的身分再次出道。在第2代虎面時期逐漸成為明星選手。1990年5月14日在比賽中脫掉虎面面具，回歸本尊。
脫掉虎面面具之後，先以超越前輩巨無霸鶴田為目標。鶴田因B型肝炎無法再擔任主秀選手後，與川田利明、田上明、小橋健太並稱「四天王」，秋山準快速成長後合稱「五強」，共同創造全日本的盛世。
1999年1月31日巨人馬場去世，雖然百般不願意，但還是在同年5月7日接任社長的工作。在接任社長期間辦理多項改革與創新。然而由於多次與巨人馬場遺孀馬場元子意見不合產生衝突，最後在2000年5月28日辭去社長職務。
2000年6月13日，在全日本的董事會中拒絕了全日本提供的董事席位，選手契約部分也表達不再續約，宣布退出全日本。同時包括五強之三的田上明、小橋健太、秋山準等24位選手一起退出全日本。看到這麼多選手願意相信自己跟隨自己，於是決定自己組新團體，要找尋自己心目中的理想摔角。新團體名稱為「職業摔角NOAH」，並擔任社長職務，於同年8月5日舉行旗揚戰。事後於自傳中提到，就像巨人馬場當初創立全日本摔角一樣，自己創立NOAH時也成為他人願意相信並跟隨的對象。因此認為對一個男人而言，如果能夠做到讓其他人願意相信並跟隨自己，也就不枉到這世上來走一遭了。
雖然在NOAH創立前幾年仍然保有一定的戰鬥力，可是由於過去激烈的比賽造成全身上下傷病不斷，隨著年紀增長體型越來越腫，加上身兼社長職務過於操煩，致使比賽內容逐漸變差，無法再展現如飛身金臂勾、飛彈踢擊、迴旋踢擊、水平踢擊、猛虎原爆固定等需要較高技巧的招式，取而代之的是比例增加的摔技和過多的肘擊。尤其在多人雙打比賽時，常被批評只是上來揮幾下肘擊而已，因而有了引退專心於社長職務的想法。然而由於NOAH自2005年後已經多年沒有選手出道，選手出現斷層，加上地方大會的觀眾人數始終不如預期，長期負責轉播的日本電視台於2009年3月29日起終止轉播造成公司收入銳減，都使得NOAH在經營上遇到很多困難。為了改善公司營運狀況，仍然勉強自己繼續擔任主秀選手。
2009年6月13日，在廣島與潮崎豪搭檔挑戰GHC重量級雙打冠軍拜森·史密斯、齋藤彰俊組時，被齋藤以岩石落下技重創頸部，不久後即陷入昏迷和心肺功能停止，急救後被送到廣島大學醫院救治。大約一個小時後宣告不治，享年46歲。

## 年表

### 出道

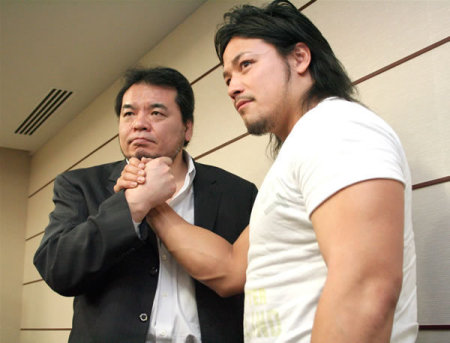
三澤光晴(左) ― 潮崎豪(右)

#### 1978年
為了成為職業摔角選手而選擇就讀業餘角力的名門學校。3年級時曾出場世界Jr.選手權，並在全國體育大會拿下優勝。
高中時代與小他一屆的川田利明相識，進入職業摔角界後兩人進為多年的戰友及對手。

#### 1981年
- 3月27日，高校畢業後旋即正式加入全日本職業摔角，月薪為70,000日圓(當時新人選手月薪為50,000日圓)，但每個月會扣一筆名目不明的費用7,000日圓。
- 在進行海外遠征之前，一直擔任巨無霸鶴田的跟班。鶴田不干涉自己的性格，影響到日後自己對跟班的態度。
- 8月21日，在埼玉縣的浦和競馬場大門口前的特設擂台進行出道戰，對手是同期(但較早入門)的越中詩郎（日语：越中詩郎），敗戰。入門不到5個月就出道是當時全日本的最快出道紀錄。
- 未變身為第2代虎面前是紅色短褲配紅色戰鞋造型。
- 10月在單打試合拿下職業選手生涯的首勝。

#### 1982年
- 獲得東京體育新聞社頒布的昭和57年度職業摔角大賞的新人獎。

#### 1983年
- 4月22日，在限定年輕選手參加的魯·鐵斯杯大賽決賽敗給越中詩郎，拿下亞軍。

#### 1984年
- 3月與越中詩郎一同出發前往墨西哥進行海外遠征。在墨西哥時使用「神風·三澤(Kamikaze Misawa)」作為擂台名，但墨西哥摔角迷常把「神風(Kamikaze)」唸成「神酒(Kamisake)」。

### 第2代虎面

#### 1984年
- 7月31日，受社長巨人馬場的通知秘密回國，並變身為第2代虎面，在東京的藏前國技館首度亮相。
- 8月26日，在田園競技場進行第2代虎面的出道戰，8分37秒以招式「猛虎原爆固定」拿下勝利。

#### 1985年
- 6月21日，在日本武道館挑戰小林邦昭（日语：小林邦昭）選手持有的NWA國際次重量級王座，但吃下敗仗，這是三澤首度王座挑戰賽。
- 8月31日，在兩國國技館再度挑戰該頭銜，15分36秒以「猛虎原爆固定」擊敗小林邦昭，首度奪下職業摔角生涯的單打王座。
- 10月首次防衛戰成功後，為了轉戰重量級而歸還了該王座。

#### 1986年
- 3月13日，與長州力進行單打對決，是生涯唯一一次，敗北。
- 7月31日，在兩國國技館進行「猛虎七番勝負」番外戰，擊敗花面大帝（英语：The Great Kabuki）。
- 10月20日，在岡崎市體育館進行「猛虎七番勝負」的第1戰，敗給谷津嘉章。
- 11月，和巨人馬場搭檔首度出賽世界最強雙打決定聯盟戰，和瑞克·馬特爾、湯姆·金克組並列第6名。

#### 1987年
- 2月3日，在夕張市總合體育館進行「猛虎七番勝負」第2戰，擊敗法蘭克·蘭卡斯特。
- 3月9日，在高崎市中央體育館進行「猛虎七番勝負」第3戰，敗給瑞克·福萊爾。
- 4月16日，在熊本市體育館進行「猛虎七番勝負」第4戰，擊敗阿修羅原（日语：阿修羅原）。
- 6月1日，在石川縣產業展示館進行「猛虎七番勝負」第5戰，敗給天龍源一郎。
- 7月3日，和巨無霸鶴田搭檔在後樂園體育館挑戰PWF世界雙打王座，以對手場外出局擊敗史坦·漢森（英语：Stan Hansen）、泰德·迪比亞西組成為第3代王者，但在8天後的再戰敗北輸掉王座。
- 7月19日，在後樂園體育館進行的「猛虎七番勝負」第6戰，擊敗泰德·迪比亞西。
- 11月，和仲野信市搭檔參加世界最強雙打決定聯盟戰，和花面大帝、約翰·坦達組並列第8名。

#### 1988年
- 1月2日，挑戰Curtis Michael Hennig持有的AWA世界重量級王座，雖然以場外20秒拿下勝利但依據規則仍然無法拿下王座。
- 3月9日，在橫濱文化體育館進行的「猛虎七番勝負」最終戰，敗給巨無霸鶴田，「猛虎七番勝負」戰績為3勝4敗。
- 4月在兩國國技館舉行的「’88格鬥技祭典」的壓軸賽和巨人馬場搭檔出賽，擊敗劊子手布恰（英语：Abdullah The Butcher）、喬治·斯科蘭組。並受到當天也有出賽的「初代虎面」佐山聰的激勵，兩人還首度合照。
- 5月10日，和現在妻子結婚，並公開了虎面的真實身分。
- 6月和仲野信市（日语：仲野信市）、高木功（日语：高木功）、高野俊二（日语：高野拳磁）、田上明等選手組成決起軍。全日本進入3T(巨無霸鶴田Jumbo Tsuruta、天龍源一郎Tenryu Genichiro、虎面Tiger Mask)時代。
- 9月在比賽中受到左膝韌帶斷裂的重傷，但是只在系列賽休養了幾場比賽就又再度上場。
- 11月，和吉米·史努卡（英语：Jimmy Snuka）搭檔參加世界最強雙打決定聯盟戰，和花面大帝、輪島大士組並列第7名。

#### 1989年
- 3月8日，在日本武道館挑戰Ricky Steamboat持有的NWA世界重量級王座，挑戰失敗。這場比賽後左膝的傷勢惡化，必須動手術因而長期欠場。這段時間決起軍也被社長巨人馬場強制解散（因為馬場認為「完全沒有決起的效應」）。

#### 1990年
- 1月傷癒復出。
- 2月10日，在新日本職業摔角主辦的「’90 SUPER FIGHT IN 鬥強導夢」大會與天龍搭檔出賽。是首度參加跨團體比賽，擊敗長州力、喬治高野（日语：ジョージ高野）組拿下勝利。
- 3月6日，首次與小橋健太單打對決，也是以第2代虎面身分的唯一一次，獲勝。
- 4月9日，在岡山武道館與小橋健太搭檔挑戰亞洲雙打王座拿下勝利，成為第51代王者。
- 4月13日，全日本職業摔角、新日本職業摔角以及WWF（現在的WWE）三大團體在東京巨蛋舉行的「日美WRESTLING SUMMIT」大會中，與Bret Hart進行單打對決，結果20分鐘終了平手。
- 4月26日，發生天龍源一郎閃電移籍SWS，之後有許多選手陸續追隨天龍離開全日本的騷動事件。

### 回復素顏，超世代軍組成

#### 1990年
- 5月14日，和川田利明搭檔與谷津嘉章、山姆森冬木（日语：冬木弘道）組交手。比賽中在川田的協助下自行脫下面具，回復為素顏的三澤光晴。
- 5月17日，以三澤光晴身分和小橋健太在廣島縣立體育館順利防衛亞洲雙打冠軍成功，但由於目標轉向世界雙打，故於賽後歸還亞洲雙打頭銜。
- 6月8日，在日本武道館與巨無霸鶴田進行單打對決並拿下勝利。是首位在第二世代中打敗鶴田的選手。但是也很清楚，用這種方式(趁鶴田身體翻轉時迅速壓制)贏得比賽並不是真正超越鶴田。鶴田後來於自己的自傳中表示，這場比賽是三澤光晴從「年輕好手」轉為「鶴田勁敵」的開始。
- 7月27日，在松戶市運動公園體育館與史坦·漢森爭奪泰瑞·高堤（英语：Terry Gordy）因病歸還的三冠統一重量王座，被漢森的西部金臂勾擊敗無緣王座。
- 8月，在強化集訓時和川田利明、田上明、小橋健太、菊地毅等選手組成「超世代軍」，以打倒當時全日本最強的巨無霸鶴田為目標。對於剛經歷過SWS選手大量脫離事件的全日本來說，超世代軍的組成無疑是票房的一劑強心針。自己也是超世代軍成員裡面，唯一比較能跟鶴田抗衡的。但田上受到鶴田指名為搭檔而轉為鶴田軍(或稱全日本正規軍)。
- 9月1日，參加三冠統一重量級選手權挑戰者決定戰，再度與巨無霸鶴田進行對決，敗北。
- 12月7日，和川田利明搭檔參加世界最強雙打決定聯盟戰，於賽程最後一天擊敗巨無霸鶴田、田上明組，最後和鶴田、田上組及放克兄弟(小妥瑞·放克、泰瑞·放克)組並列第3名。

#### 1991年
- 1月26日，於田上明「試煉的7番勝負」最終戰擔任田上的對手，是首度與田上單打對決，以首次披露的虎形螺絲坐擊91獲勝。
- 2月26日，在宮城縣體育中心與川田利明搭檔挑戰世界雙打王座。敗給泰瑞·高堤、史提夫·威廉斯（英语：Steve Williams (wrestler)）(受日文讀音影響，台灣翻譯為「亞姆斯」或「威廉亞姆斯」)組，比賽中吃了高堤的場外炸彈摔而嚴重失神，直到比賽結束後都無法回神。
- 3月，參加冠軍嘉年華系列賽，雖然只敗給史坦·漢森一場，但漢森以A組全勝之姿挺進決賽，故僅獲得A組第2名無緣決賽。
- 4月18日，在日本武道館挑戰巨無霸鶴田持有的三冠統一重量級王座，敗北。
- 6月5日，在千葉公園體育館與川田利明搭檔挑戰世界雙打王座。敗給史坦·漢森、丹尼·史派比(台灣翻譯為「旋風」)組。
- 7月24日，在石川縣產業展示館與川田利明搭檔挑戰世界雙打王座。擊敗泰瑞·高堤、史提夫·威廉斯組成為第17代王者。
- 9月4日，在日本武道館與巨無霸鶴田、田上明組進行世界雙打王座防衛戰。以「顏面固定」讓鶴田棄權而拿下首次的投降勝。同時因參加世界最強雙打決定聯盟戰而歸還王座。
- 12月6日，和川田利明搭檔參加世界最強雙打決定聯盟戰，於最後一天與泰瑞·高堤、史提夫·威廉斯組進行誰贏誰優勝的比賽，結果敗北，比較積分後僅獲得第5名無緣世界雙打冠軍。高堤、威廉斯組2連霸。

#### 1992年
- 3月4日，在日本武道館挑戰第9代三冠王者史坦·漢森，挑戰失敗。
- 4月2日，在冠軍嘉年華系列賽與巨無霸鶴田對戰，打滿30分鐘平手，是最後一次與鶴田單打對決。
- 4月17日，在冠軍嘉年華系列賽決賽敗給史坦·漢森，無緣優勝，漢森全勝封王。
- 6月5日，在日本武道館和小橋健太搭檔挑戰世界雙打冠軍巨無霸鶴田、田上明組，挑戰失敗。
- 8月22日，在日本武道館挑戰第9代三冠王者史坦·漢森，賽前宣布這場輸了就一年不挑戰三冠。最後挑戰成功，成為第10代三冠王者。
- 10月21日，在日本武道館接受川田利明的三冠挑戰，防衛成功，被稱為超世代頂上對決。
- 11月13日，巨無霸鶴田因罹患B型肝炎開始長期休養，無法繼續擔任主秀選手後，成為全日本名副其實的王牌選手。。
- 12月4日，在日本武道館舉行的世界最強雙打決定聯盟賽，和川田利明的搭檔於賽程最後一天擊敗田上明、秋山準組拿下優勝，成為第20代世界雙打冠軍及五冠王(三冠3條腰帶+世界雙打2條腰帶)。

#### 1993年
- 1月30日，在千葉體育館和川田利明搭檔與泰瑞·高堤、史提夫·威廉斯組進行世界雙打王座防衛戰，防衛失敗失去王座。
- 2月28日，在日本武道館接受田上明的三冠挑戰，防衛成功。
- 4月21日，川田利明脫離超世代軍，和原鶴田軍的田上明、淵正信、小川良成組成聖鬼軍，秋山準由鶴田軍轉入超世代軍，全日本職業摔角開始進入「四天王」時代，此時超世代軍實質上比較像是三澤軍。

### 四天王時代

#### 1993年
- 4月21日，在冠軍嘉年華系列賽決賽再度敗給史坦．漢森吞下2連亞，漢森2連霸。
- 5月21日，在日本武道館接受史坦·漢森的三冠挑戰，防衛成功。
- 6月1日，在日本武道館和小橋健太搭檔挑戰世界雙打冠軍川田利明、田上明組，挑戰失敗。
- 7月29日，在日本武道館接受川田利明的三冠挑戰，防衛成功。
- 9月3日，在日本武道館接受史提夫·威廉斯的三冠挑戰，防衛成功。
- 10月30日，在日本武道館接受史坦·漢森的三冠挑戰，防衛成功。
- 12月3日，在日本武道館舉行的世界最強雙打決定聯盟戰，和小橋健太的搭檔於最後一天在誰贏誰優勝的比賽中擊敗川田利明、田上明組拿下優勝，並為第24代世界雙打王者，再度成為五冠王。

#### 1994年
- 3月5日，在「夢幻對戰組合」系列中和小橋健太搭檔，對戰史坦·漢森、巨人馬場組，首次從巨人馬場身上拿下壓制勝。
- 3月21日，在冠軍嘉年華系列賽中和道格·法納斯（英语：Doug Furnas）的比賽中因脖子不慎受傷導致出現步行困難的狀況，無奈退出接下來的系列賽。
- 5月18日，在「夢幻對戰組合」系列中和小橋健太、菊地毅搭檔，對戰史坦·漢森、史提夫·威廉斯、強尼·艾斯組，敗北。
- 5月21日，在札幌中島體育中心和小橋健太搭檔接受川田利明、田上明組的世界雙打冠軍挑戰，在激戰了40分鐘後拿下勝利，防衛成功。
- 6月3日，在日本武道館接受川田利明的三冠挑戰，使用封印技「虎形螺絲坐擊91」，第7度防衛成功。
- 7月28日，在日本武道館和威廉斯進行三冠統一重量級的防衛戰，被威廉斯的「殺人岩石落下技」擊敗失去王座。
- 8月13日，在清水市營體育館和史提夫·威廉斯、強尼·艾斯組進行世界雙打冠軍的防衛戰，防衛成功。
- 10月22日，在「夢幻對戰組合」系列中和史坦·漢森搭檔，對戰同期組合田上明、小橋健太組，是唯一一次和漢森兩人搭檔出賽，獲勝。
- 12月10日，在日本武道館舉行的世界最強雙打決定聯盟戰，和小橋健太的搭檔擊敗史提夫·威廉斯、強尼·艾斯組，並靠同一天史坦·漢森、巨人馬場組擊敗川田利明、田上明組而拿下優勝2連霸，成為第25代世界雙打冠軍。

#### 1995年
- 1月24日，和小橋健太搭檔接受川田利明、田上明組的進行世界雙打冠軍挑戰，打滿60分鐘平手，防衛成功。
- 3月4日，和小橋健太搭檔接受史提夫·威廉斯、強尼·艾斯組的世界雙打冠軍挑戰，防衛成功。
- 4月2日，全日本參加由多個摔角團體合辦的「夢之橋」大會並提供1場比賽，和小橋健太、史坦．漢森搭檔對戰川田利明、田上明、強尼．艾斯組，打滿30分鐘平手。
- 4月15日，於冠軍嘉年華系列賽決賽擊敗田上明，首度獲得優勝。
- 5月26日，挑戰第13代三冠王者史坦．漢森，挑戰成功，成為第14代三冠王者。
- 6月9日，和小橋健太搭檔再度接受川田利明、田上明組的世界雙打冠軍挑戰，遭川田以炸彈摔擊敗失去王座，是首次被川田取得壓制成功。這場比賽成為1995年年度最佳比賽。
- 7月24日，接受川田利明的三冠挑戰，防衛成功。
- 9月10日，接受田上明的三冠挑戰，防衛成功。
- 10月15日，和小橋健太搭檔挑戰世界雙打冠軍川田利明、田上明組，打滿60分鐘平手，挑戰失敗。
- 10月25日，接受小橋健太的三冠挑戰，防衛成功。
- 12月9日，和小橋健太搭檔參加世界最強雙打聯盟戰，於決賽擊敗川田利明、田上明組順利達成3連霸，並讓川田、田上組吞下2連亞。因從這年開始系列賽開始前時任世界雙打冠軍無須繳回頭銜，故未同時取得世界雙打冠軍。

#### 1996年
- 3月2日，接受蓋瑞·歐布萊特（英语：Gary Albright）的三冠挑戰，防衛成功。
- 3月，參加冠軍嘉年華系列賽，和史坦·漢森、小橋健太並列第3名，無緣連霸。
- 5月23日，於札幌中島體育中心和秋山準搭檔挑戰第28代世界雙打冠軍川田利明、田上明組，挑戰成功，成為第29代世界雙打冠軍，並再度成為五冠王。
- 5月24日，於札幌中島體育中心接受田上明的三冠挑戰，防衛失敗失去王座，不僅只當了一天的五冠王，也是第一次在單打比賽敗給田上。
- 6月7日，和秋山準搭檔接受史提夫·威廉斯、強尼·艾斯組的世界雙打冠軍挑戰，防衛成功。
- 7月9日，和秋山準搭檔接受前任冠軍川田利明、田上明組的世界雙打冠軍挑戰，防衛成功。
- 9月5日，和秋山準搭檔再度接受史提夫·威廉斯、強尼·艾斯組的世界雙打冠軍挑戰，防衛失敗失去王座。
- 12月6日，和秋山準搭檔參加世界最強雙打聯盟戰，於決賽敗給川田利明、田上明組，獲得第2名。

#### 1997年
- 1月20日，在大阪府立體育館挑戰第16代三冠王者小橋健太，挑戰成功，成為第17代三冠王者。
- 3月1日，接受史提夫．威廉斯的三冠挑戰，防衛成功，該場比賽亦為裁判喬．樋口最後一場擔任裁判的比賽。
- 4月19日，因當年冠軍嘉年華系列賽與小橋健太、川田利明積分相同，故於同一天三方再戰，結果籤運不佳抽到必須打第1場跟第2場。第1場與小橋打滿30分鐘平手，第2場面對以逸待勞的川田比賽僅打了6分多鐘即敗北，最後川田於第3場擊敗小橋獲得優勝。
- 5月31日，和小橋健太、志賀賢太郎搭檔對戰史提夫·威廉斯、拉克羅斯、理查·史林格（英语：Richard Slinger）組，獲勝，比賽結束後小橋正式脫離超世代軍。此時超世代軍成員除了自己之外，只剩下秋山準跟淺子覺（日语：浅子覚）(菊地毅於1995年即脫離超世代軍加入聖鬼軍)。
- 6月6日，接受川田利明的三冠挑戰，防衛成功。
- 7月25日，接受田上明的三冠挑戰，防衛成功。
- 8月26日，和秋山準搭檔挑戰世界雙打冠軍史提夫．威廉斯、蓋瑞．歐布萊特組，但只打了8分42秒即被歐布萊特壓制成功，挑戰失敗。
- 9月6日，於三冠戰面對第1次挑戰三冠的秋山準，防衛成功。
- 9月15日，於摔角迷感謝日和川田利明、馳浩搭檔，對戰田上明、小橋健太、秋山準組，是最後一次與川田搭檔出賽，打滿60分鐘平手。
- 10月11日，接受史提夫．威廉斯的三冠挑戰，防衛成功。
- 10月21日，這天是全日本摔角創團25周年，原本即安排與小橋健太進行單打比賽，因10月11日擊敗史提夫·威廉斯防衛三冠成功，故這場比賽升格為三冠戰，防衛成功。這場比賽成為1997年年度最佳比賽，轉播席上擔任解說的巨人馬場感動落淚。
- 12月5日，和秋山準的搭檔再度於世界最強雙打聯盟戰決賽敗給川田利明、田上明組，吞下2連亞，川田、田上組2連霸。

#### 1998年
- 1月23日，於巨人馬場還曆紀念特別比賽和巨人馬場、馬那蓋亞·莫斯曼（英语：Taiyo Kea）(後改擂台名為太陽蓋亞)搭檔，對戰川田利明、小橋健太、淵正信組，獲勝。
- 1月26日，接受秋山準的三冠挑戰，防衛成功，此戰首度使出「綠寶石，飛瀑怒濤」。
- 2月28日，於三冠戰面對第1次挑戰三冠的強尼．艾斯，防衛成功，是連續第8次防衛成功，改寫自己原本連續7次的紀錄。
- 4月18日，於冠軍嘉年華系列賽決賽與秋山準對戰，雖然比賽中發生左膝蓋骨折的意外，最後仍以衝刺式肘擊擊敗秋山，第2次取得優勝。
- 5月1日，於全日本首次的東京巨蛋大會接受川田利明的三冠挑戰，是三冠戰首次採無時間限制(一般是60分鐘為限)，最後被川田以炸彈摔擊敗，失去王座，之後因左腳骨折及巨人馬場要求休養而缺賽2個系列戰。
- 8月22日，於復出戰和秋山準、淺子覺搭檔，對戰小橋健太、強尼·艾斯、強尼·史密斯（英语：Johnny Smith (wrestler)）組，獲勝。

### 超世代軍解散，Untouchable組成

#### 1998年
- 9月，秋山準宣布脫離超世代軍，並和與強尼．艾斯決裂的小橋健太組成Burning，超世代軍解散。
- 9月11日，秋山準與小川良成的比賽結束後，進場正式拔擢小川為搭檔，並組成Untouchable，之後丸藤正道、垣原賢人（日语：垣原賢人）、池田大輔（日语：池田大輔）陸續加入。因為當時從巨人馬場手上接過比賽卡司安排權，且過往全日本一直是以重量級為主，次重量級較不受重視，所以拔擢次重量級選手小川的行動被認為是「三澤革命」。
- 10月4日，首度和小川良成搭檔與田上明、本田多聞組比賽，小川從田上奪下壓制勝。
- 10月31日，於日本武道館挑戰第19代三冠王者小橋健太，挑戰成功，成為第20代三冠王者，這場比賽為1998年年度最佳比賽。
- 11月，與小川良成搭檔參加世界雙打聯盟戰，獲得第5名。

#### 1999年
- 1月22日，在大阪府立體育館接受川田利明的三冠挑戰，防衛失敗失去王座，但川田因右手骨折於1週後歸還頭銜。
- 1月31日，巨人馬場去世，於自傳中提到這是痛苦與災難的開始。
- 2月13日，巨人馬場逝世後的第1個大會和小川良成、垣原賢人搭檔參加一日限定6人雙打淘汰賽，第1輪擊敗馳浩、大森隆男（日语：大森隆男）、高山善廣（日语：高山善廣）組，決賽敗給小橋健太、秋山準、志賀賢太郎（日语：志賀賢太郎）組。
- 2月21日，在田上明VS貝達的三冠前哨戰相隔8年半再度與田上搭檔，對戰去年世界雙打聯盟戰第2名史坦·漢森、貝達組，敗北。2月28日再戰時協助田上成為貝達參戰全日本以來第1位從貝達奪下壓制勝的日本選手。
- 3月6日，與小川良成搭檔挑戰第36代世界雙打冠軍小橋健太、秋山準組，挑戰失敗。
- 3月28日，於冠軍嘉年華系列賽首度與貝達單打對決，獲勝，是當年該系列賽唯一擊敗貝達的選手。但比較積分後僅獲得第3名無緣決賽，最後貝達獲得優勝。
- 5月2日，在東京巨蛋大會挑戰第22代三冠王者貝達，挑戰成功，成為第23代三冠王者。
- 5月7日，就任全日本社長並宣布新體制。
- 6月4日，於札幌中島體育中心紀念大會和田上明搭檔，對戰川田利明、小橋健太組，是相隔數年後四天王再度同場出賽(但卡司不同)，敗北。
- 6月11日，接受小橋健太的三冠挑戰，防衛成功。
- 7月23日，接受川田利明的三冠挑戰，防衛成功，中止於三冠戰對戰川田2連敗。
- 8月25日，與小川良成搭檔挑戰世界雙打及亞洲雙打冠軍大森隆男、高山善廣組，挑戰成功，成為第39代世界雙打冠軍及第67代亞洲雙打冠軍。此時與小川囊括了全日本全部10條冠軍腰帶(三冠重量級(3條)、世界次重量級、世界雙打(4條)、亞洲雙打(2條))，但隨即將亞洲雙打冠軍頭銜歸還。
- 10月23日，於愛知縣體育館和小川良成搭檔接受小橋健太、秋山準組的世界雙打冠軍挑戰，被小橋以烈焰槌擊敗，失去王座。
- 10月30日，於日本武道館接受貝達的三冠挑戰，防衛失敗失去王座。
- 11月，和小川良成搭檔參加世界雙打系列賽，與強尼·艾斯、巴特·剛恩（英语：Bart Gunn）組及貝達、強尼·史密斯組並列第3名。雖然在循環賽敗給前述2組，但與優勝的小橋健太、秋山準組戰成30分鐘平手，且擊敗第2名史坦·漢森、田上明組。

#### 2000年
- 1月31日，於巨人馬場1周年忌大會和小橋健太、秋山準搭檔，對戰史坦·漢森、田上明、大森隆男組，獲勝。
- 2月17日，於札幌舉辦的「北都4大單打比賽」和田上明單打對決，獲勝。
- 3月11日，於一夜限定復活的「超世代軍VS聖鬼軍」比賽中和小橋健太、菊地毅搭檔，對戰聖鬼軍川田利明、田上明、淵正信（英语：Masanobu Fuchi）組，獲勝。
- 4月11日，這年冠軍嘉年華賽制首度採單敗淘汰制，3月31日在第1輪擊敗川田利明，4月7日在第2輪擊敗貝達(貝達在這場比賽左手骨折而歸還世界雙打王座)，晉級準決賽與小橋健太對戰，遭小橋以剛腕金臂勾擊敗，無緣決賽。
- 5月13日，巨無霸鶴田於菲律賓馬尼拉進行肝臟手術時因休克及大量出血而去世，其大體於5月16日運回日本，以社長名義接機，當時仍在媒體面前表示不會忘記馬場與鶴田的教誨要守護全日本。
- 5月28日，因擔任社長期間多次與巨人馬場遺孀馬場元子產生糾紛，故辭去全日本社長職務，此時動向受到摔角界矚目，時任新日本社長藤波辰爾（日语：藤波辰爾）亦頻頻示好，但這時還不願意對自己的動向多表示意見，仍正常參加全日本的系列賽。
- 6月9日，和小川良成搭檔參加第42代世界雙打冠軍決定淘汰賽，於第1輪敗給大森隆男、高山善廣組。
- 6月13日，於只開了不到10分鐘的全日本董事會中宣布退團，原本預估不會有太多選手跟進，而規劃以小型團體方式經營新團體。沒想到最後總共有24位選手跟著退團，完全出乎自己意料之外。

### NOAH創立

#### 2000年
- 6月16日，宣布組成新團體，記者會當下對外說「一切都還只是張白紙」。雖有意願打完全日本7月1~23日的系列賽後再行退團，但全日本於6月19日的緊急記者會中宣布將不要求已經退團的25位選手出賽，僅基於「信賴關係」及「契約考量」要求於4個大會(7月13日松山、7月15日七尾、7月17日富山及7月20日博多)出賽。
- 7月10日，舉辦新團體成立記者會，宣布新團體名稱為「職業摔角NOAH」，擔任社長。
- 7月20日，當天全日本博多大會是在NOAH旗揚戰之前最後一次在全日本的擂台比賽，在全日本的最後4個大會場邊不時有「叛徒」之類的噓聲出現。已退團的選手在這4個大會裡面，沒有和任何留在全日本的選手及外國選手搭檔或對戰。
- 8月5日，NOAH於Differ有明舉行旗揚戰，和田上明搭檔與小橋建太、秋山準組進行60分鐘3戰2勝制(60分3本勝負)的比賽，以0-2敗北，且開賽2分鐘即被秋山以關節技鎖到失神。
- 10月，全日本時期組成的「Untouchable」改名為「Wave」，與秋山準的「Sternness」多次展開軍團對決。
- 12月23日，由於4月7日讓貝達左手骨折而提前返回美國並歸還世界雙打王座，在此因緣際會下和貝達進行單打比賽。因貝達開賽前雙手比中指，比賽中又對自己吐口水，罕見地以右手比中指回應，最後獲勝。

#### 2001年
- 1月13日，首度與鬥魂三槍士之一的橋本真也對決(和小川良成搭檔對戰橋本、亞歷山大·大塚（英语：Alexander Otsuka）組)，獲勝。
- 3月2日，參加橋本真也創立的ZERO-ONE團體旗揚戰，在橋本的擅自安排下和秋山準搭檔，對戰橋本、永田裕志（日语：永田裕志）組，獲勝。該場比賽橋本於比賽結束後仍不斷追打秋山，形成大亂鬥。
- 4月15日，參加新設立的GHC(Global Honored Crown)重量級冠軍淘汰賽，3月18日第1輪擊敗齋藤彰俊，4月4日第2輪擊敗小川良成，4月11日準決賽擊敗秋山準，再於決賽擊敗高山善廣，成為初代GHC重量級冠軍。
- 4月18日，再度參戰ZERO-ONE，和力皇猛（日语：力皇猛）搭檔對戰小川直也、村上一成（日语：村上和成）(後改擂台名為村上和成)組，獲勝，但賽後雙方助手區的選手大亂鬥。
- 5月18日，接受田上明的GHC重量級冠軍挑戰，防衛成功。
- 7月27日，於日本武道館接受秋山準的GHC重量級冠軍挑戰，這場比賽採特殊規則，雙方都僅能以數秒3下取勝，最後防衛失敗失去王座。
- 10月17日，和小川良成搭檔參加新設立的GHC重量級雙打冠軍淘汰賽，第1輪輪空，10月12日第2輪擊敗大森隆男、大谷晋二郎（日语：大谷晋二郎）組，準決賽敗給秋山準、齋藤彰俊組。這次淘汰賽NO FEAR的大森隆男、高山善廣因不滿賽程安排而杯葛參賽。高山當時已為自由選手，但大森因仍為NOAH所屬選手必須出賽，後來大森與ZERO-ONE所屬的大谷搭檔參賽。
- 11月30日，和小川良成搭檔挑戰初代GHC重量級雙打冠軍貝達、天蠍星（英语：2 Cold Scorpio）組，挑戰成功，成為第2代GHC重量級雙打冠軍。這場比賽擔任場邊解說的大森隆男與高山善廣不斷叫囂，甚至被用「綠色的老頭」稱呼。
- 12月9日，和小川良成搭檔接受大森隆男、高山善廣組的GHC重量級雙打冠軍挑戰，防衛失敗失去王座。

#### 2002年
- 2月17日，於小橋建太復出戰和小橋搭檔對戰秋山準、永田裕志組，是睽違6年後再度與小橋2人搭檔雙打出賽，敗北。
- 5月2日，首度登上新日本的擂台和蝶野正洋進行單打比賽，打滿30分鐘平手。
- 7月26日，於淺子覺引退賽中與淺子覺、小橋建太搭檔對戰田上明、井上雅央（日语：井上雅央）、橋誠（日语：橋誠）組，秋山準、菊地毅在助手區，是一夜限定的超世代軍再次結成。
- 9月7日，和佐野巧真（日语：佐野巧真）搭檔挑戰第4代GHC重量級雙打冠軍森嶋猛（日语：森嶋猛）、力皇猛組，挑戰失敗。
- 9月23日，挑戰第4代GHC重量級冠軍高山善廣，並且以如果敗北日後即不再打頭銜戰作為賭注。最後挑戰成功，成為第5代GHC重量級冠軍。高山在這場比賽被打到流血跟骨折。
- 10月31日，於萬聖節特別大會中以覆面選手Leon的姿態登場。
- 12月7日，接受小川良成的GHC重量級冠軍挑戰，防衛成功。

#### 2003年
- 1月10日，蝶野正洋首次參戰NOAH，和蝶野搭檔搭檔對戰小橋建太、田上明組，被小橋以垂直落下式倒立後拋摔擊敗。
- 3月1日，接受小橋建太的GHC重量級冠軍挑戰，被小橋以烈焰槌擊敗，防衛失敗失去王座。該場比賽被認為是傳說的一戰，也是2003年年度最佳比賽。
- 12月6日，和出道戰的對手越中詩郎相隔20年再度進行單打比賽，以首度批露的變形綠寶石·飛瀑怒濤獲勝。

#### 2004年
- 1月10日，和小川良成搭檔挑戰第7代GHC重量級雙打冠軍新日本永田裕志、棚橋弘至（日语：棚橋弘至）組，挑戰成功，順利將腰帶從新日本奪回並成為第8代GHC雙打重量級冠軍，並防衛成功一整年。
- 4月18日，擔任秋山準自行設立的Global Hardcore Crown冠軍(通稱白GHC或GHC無差別級王座)最高顧問。
- 4月25日，和小川良成搭檔接受GHC次重量級雙打冠軍丸藤正道、KENTA組的GHC重量級雙打挑戰，防衛成功。
- 7月10日，於東京巨蛋和小川良成搭檔接受全日本武藤敬司、太陽蓋亞組的GHC重量級雙打挑戰，賽前即決定倘挑戰失敗則蓋亞需於7月18日參戰全日本時擔任場邊助手，最後防衛成功。至此與新日本的鬥魂三銃士(橋本真也、武藤敬司、蝶野正洋)都對戰過，惟僅曾與蝶野單打對戰。
- 7月18日，相隔4年後再度登上全日本擂台與小島聰（日语：小島聡）進行單打比賽，太陽蓋亞履行諾言擔任場邊助手，最後獲勝。賽後表示沒有想太多，是以初參戰的心情比賽。
- 8月28日，於KENTA『蹴擊』七番勝負擔任第5戰的對手，獲勝。
- 9月10日，和小川良成搭檔接受齋藤彰俊、井上雅央組的GHC重量級雙打挑戰，防衛成功。
- 10月24日，和小川良成搭檔接受田上明、佐野巧真組的GHC重量級雙打挑戰，防衛成功。
- 10月31日，於武藤敬司出道20周年大會和武藤搭檔，對戰佐佐木健介、馳浩組，獲勝。
- 12月4日，和小川良成搭檔接受麥克·摩迪斯特（英语：Mike Modest）、多諾芬·摩根（英语：Donovan Morgan）組的GHC重量級雙打挑戰，防衛成功。
- 12月24日，於開放觀眾抽籤決定全部對戰組合的大會中，抽到於第1場比賽和小橋建太進行單打比賽，打滿10分鐘平手，是最後一次與小橋單打對決。

#### 2005年
- 1月8日，天龍源一郎首度參戰NOAH，與力皇猛搭檔對戰天龍、越中詩郎組，獲勝。
- 1月23日，和小川良成搭檔於接受天蠍星、道格·威廉斯（英语：Doug Williams）組的GHC重量級雙打挑戰，防衛失敗失去王座。
- 4月24日，鈴木實首度參戰NOAH，與鈴木鼓太郎（日语：鈴木鼓太郎）搭檔對戰丸藤正道、鈴木實組，敗北。
- 5月14日，參戰新日本東京巨蛋大會，首次與藤波辰爾搭檔出賽，對戰蝶野正洋、獸神萊卡組，獲勝。因為當天NOAH也有比賽，所以當天在NOAH打第1場比賽，比賽結束後前往東京巨蛋。
- 7月18日，於東京巨蛋睽違5年再度與川田利明進行單打比賽，獲勝，是最後一次與川田單打對決。
- 9月18日，挑戰第7代GHC重量級冠軍力皇猛，挑戰失敗，中斷自1992年8月22日擊敗史坦·漢森拿下三冠起算，連續6次挑戰單打頭銜都成功的紀錄。
- 11月5日，於日本武道館睽違18年再度與天龍源一郎進行單打比賽，也是以三澤光晴身分的首次對決，獲勝。
- 12月4日，柴田勝頼（日语：柴田勝頼）首度參戰NOAH，和潮崎豪搭檔對戰KENTA（日语：KENTA (プロレスラー)）、柴田組，敗北。

#### 2006年
- 3月5日，於四大單打比賽中初次和森嶋猛單打對決，獲勝。
- 7月16日，於日本武道館高山善廣復出戰中和秋山準搭檔，對決高山、佐佐木健介組，獲勝。
- 8月26日，於出道25周年和小川良成搭檔對決本田多聞、菊地毅組，獲勝。
- 10月13日，村上和成參戰NOAH與其單打對決，獲勝。
- 12月10日，於日本武道館挑戰第10代GHC重量級冠軍丸藤正道，挑戰成功成為第11代GHC重量級冠軍，也是最後一次奪得單打冠軍腰帶。

#### 2007年
- 1月21日，接受森嶋猛的GHC重量級冠軍挑戰，防衛成功。
- 3月4日，於五大單打比賽中和杉浦貴對決，獲勝。
- 4月28日，接受佐野巧真的GHC重量級冠軍挑戰，防衛成功。
- 6月3日，接受拜森·史密斯的GHC重量級冠軍挑戰，防衛成功。
- 7月15日，於日本武道館接受田上明的GHC重量級冠軍挑戰，防衛成功，是最後一次與田上單打對決。
- 9月9日，與潮崎豪搭檔迎戰無我世界的藤波辰爾、西村修（日语：西村修）組，敗戰。
- 9月29日，接受前任冠軍丸藤正道的GHC重量級冠軍挑戰，防衛成功。
- 10月27日，接受薩摩亞·喬的GHC重量級冠軍挑戰，防衛成功。
- 11月3日，於ROH的擂台上接受KENTA的GHC重量級冠軍挑戰，防衛成功。
- 12月2日，於日本武道館小橋建太復出戰中和秋山準搭檔，對決小橋、高山善廣組，最後以雪崩式綠寶石·飛瀑怒濤壓制小橋成功。這場比賽獲選為2007年年度最佳比賽。

#### 2008年
- 3月2日，於日本武道館接受森嶋猛的GHC重量級冠軍挑戰，防衛失敗失去王座。
- 12月4日，和鈴木鼓太郎搭檔對戰初代虎面(佐山聰)、究極龍(ウルティモ・ドラゴン，台灣譯為「多拉空」，本名淺井嘉浩)組，實現初代虎面對戰第2代虎面的卡司，獲勝。

#### 2009年
- 1月4日，參戰新日本東京巨蛋大會，與杉浦貴搭檔對戰中邑真輔、後藤洋央紀（日语：後藤洋央紀）組，敗北。
- 3月29日，日本電視台終止直播NOAH的節目，使得NOAH收入大減。原本打算這年從選手身分引退專心於公司經營，卻為了挽回流失的摔角迷勉強早就打不出好比賽內容的自己繼續擔任主秀選手，種下之後於擂台上意外身亡的導火線。
- 5月6日，與潮崎豪搭檔參加地球規模雙打聯盟賽，於最後一天擊敗佐佐木健介、森嶋猛組獲得優勝。
- 6月13日，在廣島市中區基町的廣島縣立綜合體育館與GHC重量級雙打冠軍拜森·史密斯、齋藤彰俊組比賽時，被齋藤施展高壓急角度岩石落下技到當場昏迷，緊急送往廣島大學醫院，到院前心跳停止，日本時間晚上22時10分死亡確定，享年46歲。
- 6月18日，由他長期推動的器官移植法案，在他死後的第5日通過，巧合的是，這天是他的生日。
- 6月22日，在東京後樂園大會舉辦追悼儀式。
- 7月4日，於Differ有明舉辦告別會及獻花式。

## 入場曲
- 虎面人主題曲(第2代虎面時期)
- 動畫「無限地帶23 PART II」音樂「レッド・ゾーン・ファイター」(剛脫掉虎面具時短暫使用)
- 1984年成龍主演電影「快餐車」日本版主題曲「スパルタンX(Spartan X)」，也是最為人知的入場曲。NOAH成立後的版本在進入主段前多一段鋼琴前奏，2009年3月1日起使用前奏更長的新版本。

## 曾獲得頭銜

### NOAH
- GHC重量級王座：初代、第5、11代。
- GHC雙打王座：第2、8代（搭檔皆為小川良成）。
- GIobal Tag League優勝 :
- 2009年搭檔為潮崎豪。

### 全日本職業摔角
- 三冠重量級王座：第10、14、17、20、23代。
- 世界雙打王座：
- 第17、20代搭檔為川田利明；
- 第24、25代搭檔為小橋健太；
- 第29代搭檔為秋山準；
- 第39代搭檔為小川良成（第39代奪冠時同時拿下第67代亞洲雙打王座）。
- 亞洲雙打王座：
- 第51代搭檔為小橋健太；
- 第67代搭檔為小川良成。
- PWF認定世界雙打王座：第1、3代（搭檔皆為巨無霸鶴田）。
- 第17代NWA國際次重量級王座（因轉戰重量級而歸還王座）。
- 冠軍嘉年華優勝：1995年、1998年。
- 世界最強雙打決定戰優勝：
- 1992年搭檔為川田利明；
- 1993年、1994年、1995年搭檔皆為小橋健太。

### 職業摔角大賞
- 1982年 新人賞
- 1985年 敢鬥賞
- 1990年 殊勳賞
- 1991年 最優秀雙打隊伍賞（搭檔為川田利明）
- 1992年 特別大賞
- 1993年 最優秀雙打隊伍賞（搭檔為小橋健太）
- 1994年 最優秀雙打隊伍賞（搭檔為小橋健太）
- 1995年 年度最佳比賽賞（1995年6月9日世界雙打頭銜戰，三澤光晴&小橋健太 vs 川田利明&田上明）
- 1997年 殊勳賞、年度最佳比賽賞（1997年10月21日三冠重量級頭銜戰，三澤光晴 vs 小橋健太）
- 1998年 年度最佳比賽賞（1998年10月30日三冠重量級頭銜戰，小橋健太 vs 三澤光晴）
- 2003年 年度最佳比賽賞（2003年3月1日GHC重量級頭銜戰，三澤光晴 vs 小橋建太）
- 2007年 年度最優秀選手賞、年度最佳比賽賞（2007年12月2日小橋建太復出戰，三澤光晴&秋山準 vs 小橋建太&高山善廣）
- 2009年 特別功勞賞

## 理念

### 理想的摔角
- 在第2代虎面時期，即曾和當時還是新人的小橋健太討論什麼是理想的摔角。
- 在退出全日本職業摔角成立新團體的記者會中，提到心目中的理想摔角型態是「選手與觀眾都能很愉快的摔角」。

### 脫掉虎面面具
- 雖然不討厭戴面具，但是實在不喜歡必須模仿別人這件事。尤其在戰鬥上，最重要的不是比賽勝負與摔角迷感受，而是必須重現初代虎面(佐山聰)的戰鬥型態。即使摔角迷不喜歡看，或是比賽會因此輸掉也一樣。
- 第2代虎面的身分雖然讓自己從菜鳥變成中堅，也不需要再與新人共同住在宿舍或是在場邊擔任助手的工作。但是多年之後，這個身分反而成為自己再更上一層樓的阻礙。
- 以第2代虎面戰鬥時，所有無論正面還是負面的結果都是由「第2代虎面」承擔，與本尊「三澤光晴」無關。但此時希望任何成敗都由「三澤光晴」來接受。

### 四天王摔角
- 川田利明脫離超世代軍之後，全日本職業摔角正式進入「四天王」時期，此時社長巨人馬場想展現出心目中理想的摔角，是沒有武器攻擊、犯規攻擊、場外出局等裁判決定勝負，以及多餘的金網比賽及麥克風秀，而完全以招式決定勝負的摔角。受此影響，只要是四天王之間的比賽，就經常出現頸部或頭部落下的招式，數秒2.99時硬是提起肩膀，充分展現出選手極限的比賽場景。其中有1場和小橋健太搭檔對戰川田、田上明的世界雙打頭銜戰，及2場和小橋的三冠重量級頭銜戰獲選為當年度最佳比賽，這種比賽風格被摔角迷稱為「四天王摔角」，時至今日仍有不少摔角迷津津樂道難以忘記。
- 退出全日本職業摔角成立新團體職業摔角NOAH後，初期和「新四天王」(原四天王扣除留在全日本的川田利明加入秋山準)、高山善廣之間的比賽仍有全日本時期「四天王摔角」的風格(雖然偶爾有麥克風秀不過儘量少做)，和小橋建太的GHC重量級頭銜戰甚至被稱為「傳說的一戰」。但這種比賽風格帶來的傷害也很大，小橋從加入NOAH後多次長時間缺賽，田上明明顯老化，自己身上也是長期頸部、頭部各種傷勢纏身(甚至影響言語溝通)，身體狀態逐漸變差，於是「四天王摔角」走入歷史。在擂台上意外身亡之後，摔角迷開始省思「四天王摔角」是不是正確恰當的。

### 擔任全日本職業摔角社長時與與馬場元子的糾紛
- 全日本職業摔角公司的金錢流向不明，在了解部分金錢流向與馬場元子的子公司有關後，打算派員調查金錢流向時被馬場元子阻撓。
- 希望將選手的入場方式改華麗一點，馬場元子覺得華麗的出場方式一點都不像全日本。
- 任何比賽對戰組合於正式發布前，都得讓馬場元子先過目。
- 1999年秋天安排沒有三冠戰的系列賽，改以5大單打比賽作為系列賽最後一天的主要賽程；之後的秋季摔角迷感謝日完全由現場觀眾抽籤決定對戰卡司，被馬場元子及部分保守派董事認為是「不倫不類」、「一點都沒有全日本的風格」。摔角迷對此安排支持與反對意見都有。
- 打算將所屬選手契約從「有比賽才有薪資」改成「有年度基本薪資保障及休養期間薪資保障」，這點讓馬場元子頗有微詞。

### 經營職業摔角團體
- 因為金網需要比較長的時間設置相關設備浪費觀眾時間，所以NOAH不打金網比賽。
- 因為以比賽為最重視的項目，所以麥克風秀或口水戰儘量少做。
- 因為在全日本職業摔角時體驗到被傳統束縛的感覺，所以希望選手不要有類似的經驗。
- 基於格鬥技與摔角的差異，不考慮引進格鬥技。

## 軼事
- 中學時擅自決定加入體操社，母親對此頗有微詞。而且因為比較早長高，身高比同年齡的學生高，所以在體操社時曾經因為器材太低而骨折過。
- 中學時代因為與女生約會趕不及回到學校宿舍，只好獨自跑了好幾公里的路。雖然因為對方中學畢業後就開始工作，價值觀產生落差而被甩掉，但一直都對對方抱持感謝的心態。三澤光晴. . 日本: 光文社. 2009. ISBN 4334972756.
- 高中時代是川田利明眼中的怪咖，因為是個從不叫學弟幫忙跑腿，衣服也都自己洗的學長。同時是宿舍裡面房間唯一有電視的，川田常常一起看電視。
- 高中2年級時因學校戰略需要而被要求減重，即便到3年級因為可以參加個人賽不需要再減重，但仍認為自己高中時代沒有一天吃飽過。因為有這段經歷，進入全日本職業摔角後深深體會為了增重而大吃大喝是很幸福的事情。三澤光晴. . 日本: 光文社. 2009. ISBN 4334972756.
- 高中原本有機會擔任角力社主將，但是因為多次溜出宿舍到處找摔角團體加入的事情被教練抓包而取消。
- 剛入門全日本時因為還不會喝酒，曾經跟前輩喝酒喝到醉倒又嘔吐，然後被搬進全日本宿舍的川田利明看見。不過由於常被前輩天龍源一郎邀約喝酒，因此酒量逐漸提升，也成為天龍的酒友。
- 墨西哥遠征時因為會講一點點西班牙語，所以常被同行的越中詩郎（日语：越中詩郎）要求當翻譯。相對於吃不習慣墨西哥料理一定要到昂貴的日本料理店用餐的越中，只要簡單的墨西哥料理就可以吃得很飽。三澤光晴. . 日本: 光文社. 2009. ISBN 4334972756.
- 受到巨人馬場指示要從墨西哥回日本時，在機場面對來送機的越中詩郎感動落淚，但越中覺得是因為必須跟在墨西哥交的女朋友分手才落淚。
- 第2代虎面時代，某次全日本職業摔角巡迴到九州時，因為看不慣流氓的行為而不惜槓上。
- 不愛練習是有名的習慣，巨無霸鶴田於自傳評價有時會偷懶摸魚，但是該做的還是會做。
- 脫掉虎面具後，其撥臉上汗水的動作成為特色。
- 1992年7月21日在和小橋健太、菊地毅搭檔對戰田上明（日语：田上明）、淵正信（日语：渕正信）、小川良成的比賽中發生左肩脫臼的意外，雖然緊急治療仍無法比賽，由川田利明代替完成比賽。由於巨無霸鶴田因為膝蓋及脖子傷勢缺席整個系列賽，認為自己如果也缺賽對於全日本的影響甚鉅，因此僅缺賽1場後即在左肩脫臼尚未完全痊癒的情況下繼續出賽，且不時在比賽中遭對手攻擊左肩。不過也因為這段經歷更有自信成為團體招牌選手，且有助面對接下來挑戰史坦·漢森（日语：スタン・ハンセン）的三冠戰。
- 受邀和巨人馬場、小橋健太、井上雅央（日语：井上雅央）到台灣挖掘「台灣馬場」時，曾說許效舜的臉很大。
- 1999年5月就任全日本職業摔角社長之後，邀請原本一直以自由選手身分參戰全日本的高山善廣正式入團。2000年6月成立新團體時，也同樣邀請高山加入新團體，高山對此心懷感激。
- 1999年9月4日以摔角迷票選的「5大單打比賽」取代三冠頭銜戰作為系列賽壓軸卡司，分別是田上明VS馳浩、三澤光晴VS高山善廣（日语：高山善廣）、小橋健太VS鬥士(The Gladiator)、川田利明VS貝達、秋山準VS大森隆男（日语：大森隆男）。川田因眼窩骨折確定缺賽後，基於責任感安排自己打2場。第1場擊敗高山善廣，第2場僅打7分21秒即敗給貝達。由於秋山VS大森是票選第一名的卡司，所以安排在壓軸。
- 2000年7月20日於NOAH旗揚戰之前最後一次在全日本的擂台比賽結束後，史提夫·威廉斯（日语：スティーブ・ウィリアムス）進入擂台當面提出對戰要求，但未予理會旋即提前離開會場。
- 2001年田上明在挑戰GHC重量級冠軍前開發的新招式原本取名為「綠寶石・半空漂浮」(エメラルド・フロート)，因為與自己的招式「綠寶石・飛瀑怒濤」(エメラルド・フロウジョン)名稱太像而抗議，並擅自改名為「秩父水泥」(秩父セメント)。最後田上將該招式名稱定為「我是田上」(俺が田上)。之後田上另外開發出名為「秩父水泥」的招式。
- 2002年2月蝶野正洋被安東尼奧·豬木任命為新日本職業摔角「現場最高負責人」時遭逢武藤敬司、小島聰、劍道卡辛等選手退團轉戰全日本，在蝶野連對戰組合都排不太出來，5月2日東京巨蛋大會票房很可能大幅衰退的情況下接到其求助電話，毫不考慮就答應參戰，事後被蝶野認為是救了日本摔角界。
- 2002年4月7日與不講理大王冬木弘道（日语：冬木弘道）進行特別單打比賽後，因冬木於隔天被檢查出罹患大腸癌，並於4月9日宣布引退，遂決定緊急於4月14日替冬木舉辦引退紀念賽。後來冬木曾說過：「在我的人生當中，能遇見三澤光晴是最棒的事。」
- 對於2002年6月中離開NOAH赴美深造，2003年2月回日本後選擇退團並參戰長州力新團體WJ的大森隆男十分不滿，並斷言大森從今以後不可能再次站上NOAH的擂台。
- 2003年永田裕志參戰NOAH時說出批判安東尼奧·豬木的言論並被媒體大肆報導，對此曾為永田感到擔心並透過旁人給予建議。
- 於2003年的NOAH摔角迷感謝日短片「3年N組三八先生」中擔任主角三八老師，其原型為「3年B組金八先生」。
- 2004年7月10日GHC重量級雙打頭銜戰結束後，小島聰突然進入賽後訪問並當面提出對戰要求，隨即同意與其對戰。事後表示因為小島是在賽後記者會來訪而非於擂台上亂入叫囂，感受到其誠意而同意。
- 於2004年的NOAH摔角迷感謝日短片「Differ有明戰隊NOAH戰士」中飾演綠色戰士。

## 常見招式
- 肘擊（最常見也具多變化性的招式，也是三澤光晴的代表招式。另有回馬式、飛身式、衝刺式、連打式、左右開弓式、朝鼻樑攻擊等變化）
- 綠寶石飛瀑怒濤（另有變形綠寶石飛瀑怒濤和雪崩式綠寶石飛瀑怒濤）
- 虎型螺絲坐擊（另有虎形螺絲坐擊91式，此招式為頭、頸部垂直落下，由於對人危險而列為後期封印技或是無完整的使出，最後的完整使出於2004年7月18日對戰小島聰）
- 猛虎原爆固定（有不同扣住手臂方法的猛虎原爆固定84式和85式）
- 岩石落下技(帶有旋轉，不用作決勝招式)
- 原爆固定
- 顏面固定(曾以此招讓巨無霸鶴田投降)
- 飛身金臂勾(左手，雖然不是大招式，但是沒有其他選手使用，具有三澤光晴個人特色)
- 飛彈踢擊
- 水平踢擊
- 千噸撞擊
- 跳水式身體撲擊
- 雪崩式扣頸落下技，1994年3月5日以此招從巨人馬場身上取得壓制勝，但在1996年5月24日與田上明的三冠戰欲使出此招時被田上順勢以喉輪落反制而輸掉比賽，之後便幾乎不使用。

雖然多次展現不錯的踢技，不過三澤光晴在自傳中表示自己不喜歡用踢擊。而且擔任第2代虎面時為了重現初代虎面(佐山聰)的戰鬥型態，還曾被迫去道場加強練習踢技。

## 外部連結
- （日語）http://www.noah.co.jp/（页面存档备份，存于） 職業摔角·諾亞